# Allen Jones (Künstler)
Allen Jones (* 1. September 1937 in Southampton) ist ein britischer Künstler der Pop Art.

## Leben
Allen Jones’ Vater war aus Wales, während der Wirtschaftskrise versuchte er in Southampton Arbeit auf den Docks zu finden. Als Allen Jones drei Jahre alt war, zog die Familie in den Westen von London. Jones studierte von 1955 bis 1960 am Hornsey College of Art und am Royal College of Art in London, wo er Studienkollege von R. B. Kitaj und David Hockney war. 1958 lernt er auf einer Ausstellung in der Whitechapel Gallery in London die Bilder von Jackson Pollocks kennen. Dessen freie Art zu malen beeindruckt ihn und lässt ihn mit Blick auf seinen eigenen künstlerischen Anspruch umdenken. Ab 1964 lebte er für zwei Jahre in New York. In der Folge übernahm er zahlreiche Lehraufträge an Kunsthochschulen, unter anderem auch in Hamburg und Berlin. Er war Teilnehmer der documenta III in Kassel im Jahr 1964 und auch auf der 4. documenta im Jahr 1968 als Künstler vertreten, wo er Perfect Match präsentierte.
1986 wurde er als Vollmitglied in die Royal Academy of Arts gewählt. Allen Jones lebt heute in London.

## Werk

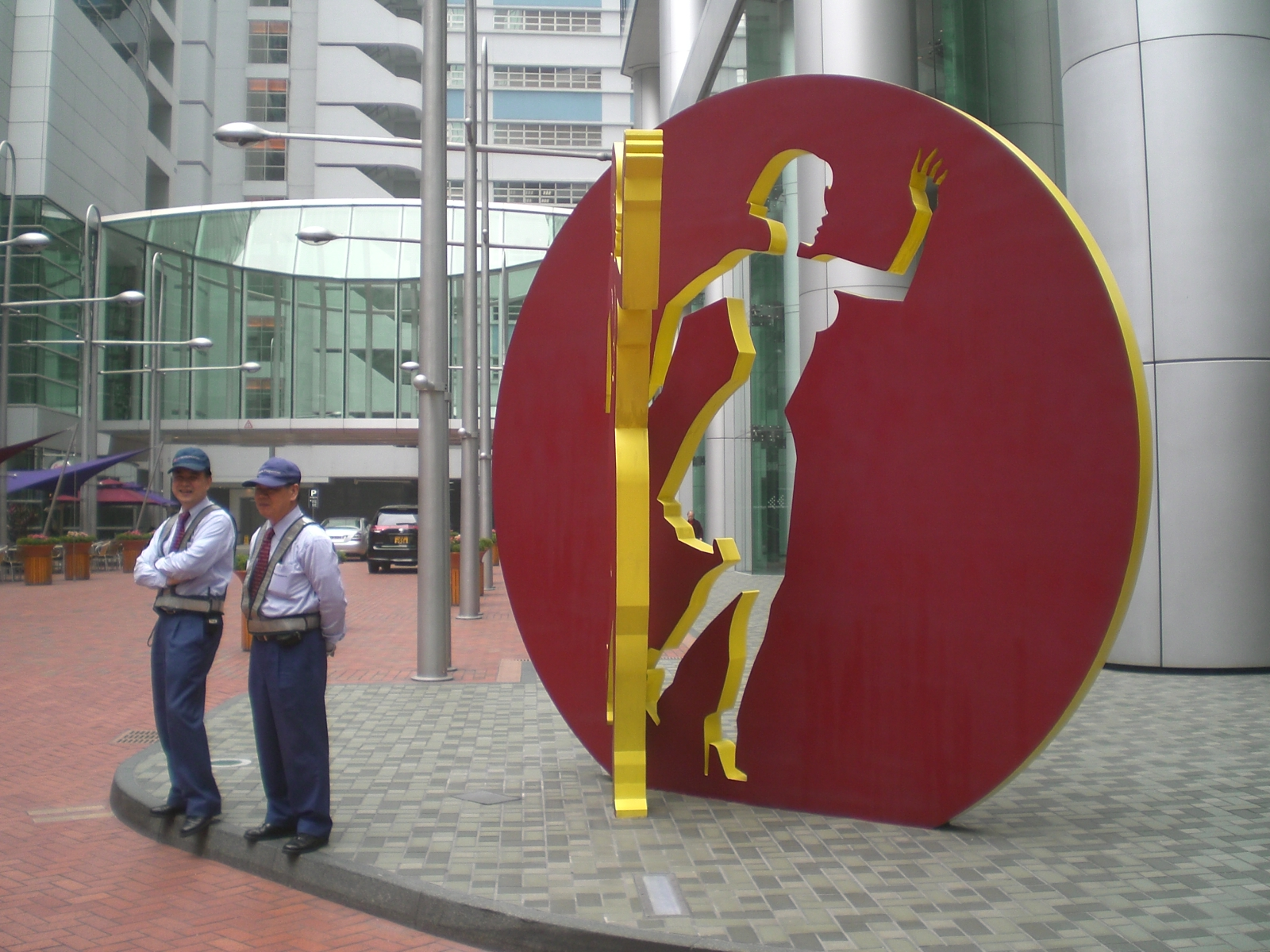
Skulptur von Allan Jones in Hongkong

Allen Jones gilt durch seine Arbeiten als einer der prägendsten Künstler der britischen Pop-Art, an deren gerade entstehende Bewegung er Anschluss sucht, was ihn zu deren ersten Protagonisten macht. Seine Kunst zeigt sich provokant und bisweilen schockierend. Sie möchte bestehende Grenzen sprengen. Jones hat kein Interesse an den verkopften Ansätzen irgendeines Abstrakten Expressionismus. Vielmehr fordert er eine Auflösung des Konzeptes von ‚gehobener‘ und ‚niederer‘ Kunst. Jones arbeitet sowohl in der Malerei, als auch als Schöpfer von Skulpturen. Seine Werke haben oft einen explizit erotischen Bezug. Er thematisiert sexuelle Vorlieben wie BDSM und sexuellen Fetischismus und betont, persifliert oder verfremdet sie gleichzeitig. Jones zitiert in seinen Arbeiten gern phallische Symbole (z. B. Krawatten als Zeichen männlicher Potenz) und kontrapunktiert diese mit Sinnbildern weiblicher Erotik (Sujets von Frauenbeinen in hochhackigen Schuhen) und polarisiert den Betrachter durch seine Plastiken und Skulpturen.
Bekannt wurde Jones Ende der 1960er Jahre vor allem durch seine aufreizenden, lebensgroßen und realistisch wirkenden Frauenfiguren aus Stahl und Fiberglas, welche gefesselt als Möbelstücke fungieren. Die Skulpturenserie Hatstand, Table and Chair (Hutständer, Tisch und Stuhl) entstand 1969. Die Filmemacherin Laura Mulvey schrieb in einem Essay mit dem Titel You Don’t Know What Is Happening, Do You Mr Jones?, Allen Jones sei ein Fetischist, der an einem unbewussten Kastrationskomplex leide.
Stanley Kubrick ließ sich von diesen Skulpturen für die Innenausstattung der Korova-Milchbar im Film Uhrwerk Orange inspirieren. Jones wurde überdies durch die Gestaltung einer Flakon-Serie für die Parfum-Reihe Les beaux arts in Form von High-Heels bekannt. Für die "X-Art-Wall"-Serie der Marburger Tapetenfabrik gestaltete er 1972 das Motiv "Right-Hand-Lady", welches als Multiple auf Tapete übertragen wurde, die im selben Jahr auf der Documenta 5 zu sehen war und dort die Gemüter erregte.

## Museen und Ausstellungen
Allen Jones ist u. a. in folgenden Museen und Institutionen vertreten:
- Museum Ludwig, Köln
- Louisiana Museum of Modern Art, Humlebæk (Dänemark)
- British Museum, London (UK)
- Tate Britain, London (UK)
- Crystal Bridges Museum of American Art, Bentonville (USA)
- Art Institute of Chicago, Chicago (USA)
- Armand Hammer Museum of Art, Los Angeles (USA)
- Museum of Contemporary Art, Los Angeles (USA)
- Metropolitan Museum of Art, New York City (USA)
- Hirshhorn Museum and Sculpture Garden, Washington, D.C. (USA)